# (26319) Miyauchi
(26319) Miyauchi est un astéroïde de la ceinture principale.

## Description
(26319) Miyauchi est un astéroïde de la ceinture principale. Il fut découvert le 26 octobre 1998 à Nanyo par Tomimaru Okuni. Il présente une orbite caractérisée par un demi-grand axe de 2,39 UA, une excentricité de 0,09 et une inclinaison de 6,1° par rapport à l'écliptique.

## Compléments